# Úrbel del Castillo
Úrbel del Castillo község Spanyolországban, Burgos tartományban. Úrbel del Castillo Montorio és Huérmeces községekkel határos. Lakosainak száma 58 fő (2024).

## Népesség
A település népessége az utóbbi években az alábbiak szerint változott:
| Lakosok száma | 90   | 100  | 102  | 96   | 98   | 83   | 77   | 74   | 68   | 58   |
|               | 2001 | 2004 | 2006 | 2009 | 2011 | 2014 | 2016 | 2019 | 2021 | 2024 |